# Subprefeituras da Guiné
As sub-prefeituras (conhecido em francês como sous-prefectures) são as divisões administrativas de terceiro nível em Guiné. A partir de 2009 havia 303 comunas rurais da Guiné e 38 comunas urbanas, 5 dos quais compõem o Conacri maior área urbana; Kaloum,  Dixinn, Matam, Ratoma e Matoto.

## Sub-prefeituras da Guiné
| Guiné Oriental Região de Faranah Dabola (prefeitura) Arfamoussaya Banko Bissikrima Dabola (urbana) Dogomet Kankama Kindoyé Konendou N'Déma Dinguiraye (prefeitura) Banora Dialakoro Diatifèrè Dinguiraye (urbana) Gagnakaly Kalinko Lansanaya Sélouma Faranah (prefeitura) Banian Beindou Faranah (urbana) Gnaléah Hérémakonon Kobikoro Marela Passaya Sandéniyah Songoyah Tiro Tindo Kissidougou (prefeitura) Albadariah Banama Bardou Beindou Fermessadou-Pombo Firawa-Yomadou Gbangbadou Kissidougou (urbana) Koundiatou Manfran Sangardo Yendé-Millimou Yombiro Região de Kankan Kankan (prefeitura) Balandougou Baté-Nafadji Boula Gbérédou-Baranama Kanfamoriya Kankan (urbana) Koumba Mamouroudou Misamana Moribaya Sabadou-Baranama Tinti-Oulen Tokounou Kérouané (prefeitura) Banankoro Damaro Kérouané (urbana) Komodou Kounsankoro Linko Sibiribaro Soromayah Kouroussa (prefeitura) Babila Balato Banfèlè Baro Cisséla Douako Doura Kiniéro Koumana Komola-Koura Kouroussa (urbana) Sanguiana Mandiana (prefeitura) Balandougouba Dialakoro Faralako Kantoumania Kiniéran Koudianakoro Koundian Mandiana (urbana) Morodou Niantanina Saladou Sansando Siguiri (prefeitura) Bankon Doko Franwalia Kiniébakora Kintinian Maléah Naboun Niagassola Niandankoro Norassoba Siguiri (urbana) Siguirini Nounkounkan Região de Nzérékoré Beyla (prefeitura) Beyla (urbana) Boola Diara-Guéréla Diassodou Fouala Gbackédou Gbéssoba Karala Koumandou Mousadou Nionsomoridou Samana Sinko Sokourala Guéckédou (prefeitura) Bolodou Fangamadou Guéckédou (urbana) Guéndembou Kassadou Koundou Nongoa Ouéndé-Kénéma Tékoulo Termessadou-Djibo Lola (prefeitura) Bossou Foumbadou Gama Guéassou Kokota Laine Lola (urbana) N'Zoo Tounkarata Macenta (prefeitura) Balizia Binikala Bofossou Daro Fassankoni Kouankan Koyama Macenta (urbana) N'Zébéla Ourémaï Panziazou Sengbédou Sérédou Vasérédou Watanka Nzérékoré (prefeitura) Bounouma Gouécké Kobéla Koropara Koulé N'Zérékoré (urbana) Palé Samoé Soulouta Womey Yalenzou Yomou (prefeitura) Banié Bheeta Bignamou Bowé Diécké Pela Yomou (urbana) | Guiné Ocidental Região de Boké Boffa (prefeitura) Boffa (urbana) Colia Douprou Koba-Tatema Lisso Mankountan Tamita Tougnifily Boké (prefeitura) Bintimodia Boké (urbana) Dabiss Kamsar (urbana) Kanfarandé Kolaboui Malapouyah Sangarédi (urbana) Sansalé Tanènè Fria (prefeitura) Banguinet Banguingny Fria (urbana) Tormelin Gaoual (prefeitura) Foulamory Gaoual (urbana) Kakony Koumbia Kounsitel Malanta Touba Wendou M'Bour Koundara (prefeitura) Guingan Kamaby Koundara (urbana) Sambaïlo Saréboïdo Termessé Youkounkoun Região de Quindia Coyah (prefeitura) Coyah (urbana) Kouriah Manéah Wonkifong Dubréka (prefeitura) Badi Dubréka (urbana) Faléssadé Khorira Ouassou Tanènè Tondon Forécariah (prefeitura) Alassoyah Benty Farmoriyah Forécariah (urbana) Kaback Kakossa Kallia Maférinyah Moussayah Sikhourou Quindia (prefeitura) Bangouya Damankaniah Friguiagbé Quindia (urbana) Kolenté Madina-Oula Mambia Molota Samaya Souguéta Télimélé (prefeitura) Bourouwal Daramagnaki Gougoudjé Koba Kollet Konsotami Missira Santou Sarékali Sinta Sogolon Tarihoye Télimélé (urbana) Thionthian Região de Labé Koubia (prefeitura) Fafaya Gadha-Woundou Koubia (urbana) Matakaou Missira Pilimini Labé (prefeitura) Dalein Daralabe Diari Dionfo Garambé Hafia Kaalan Kouramandji Labé (urbana) Noussy Popodara Sannoun Tountouroun Lélouma (prefeitura) Balaya Diountou Hérico Korbè Lafou Lélouma (urbana) Linsan Manda Parawol Sagalé Tyanguel-Bori Mali (prefeitura) Balaki Donghol-Sigon Dougountouny Fougou Gayah Hidayatou Lébékére Madina-Wora Mali (urbana) Madina-Salambandé Téliré Touba Yimbéring Tougué (prefeitura) Fatako Fello-Koundoua Kansangui Kolangui Kollet Konah Kouratongo Koyïn Tangali Tougué (urbana) Região de Mamou Dalaba (prefeitura) Bodié Dalaba (urbana) Ditinn Kaala Kankalabé Kébali Koba Mafara Mitty Mombéyah Mamou (prefeitura) Bouliwel Dounet Gongorèt Kégnéko Konkouré Mamou (urbana) Nyagara Ouré-Kaba Porédaka Saramoussayah Soyah Téguéréya Timbo Tolo Pita (prefeitura) Bantignel Bourouwal-Tappé Dongol-Touma Gongorè Ley-Miro Maci Ninguélandé Pita (urbana) Sangaréyah Sintali Timbi-Madina Timbi-Touny Zona Especial de Conacri Conacri Dixinn Kaloum Matam Matoto Ratoma |